# Burg Amöneburg
Die zum Stadtgebiet Amöneburg gehörende Burg Amöneburg (auch Mainzische Burg Amöneburg oder früher Schloss Amöneburg genannt) ist eine Burgruine etwa 16 Kilometer östlich von Marburg im Landkreis Marburg-Biedenkopf in Hessen. Der Name der Burg leitet sich von Amana, dem mittelalterlichen Namen der Ohm her.

## Lage

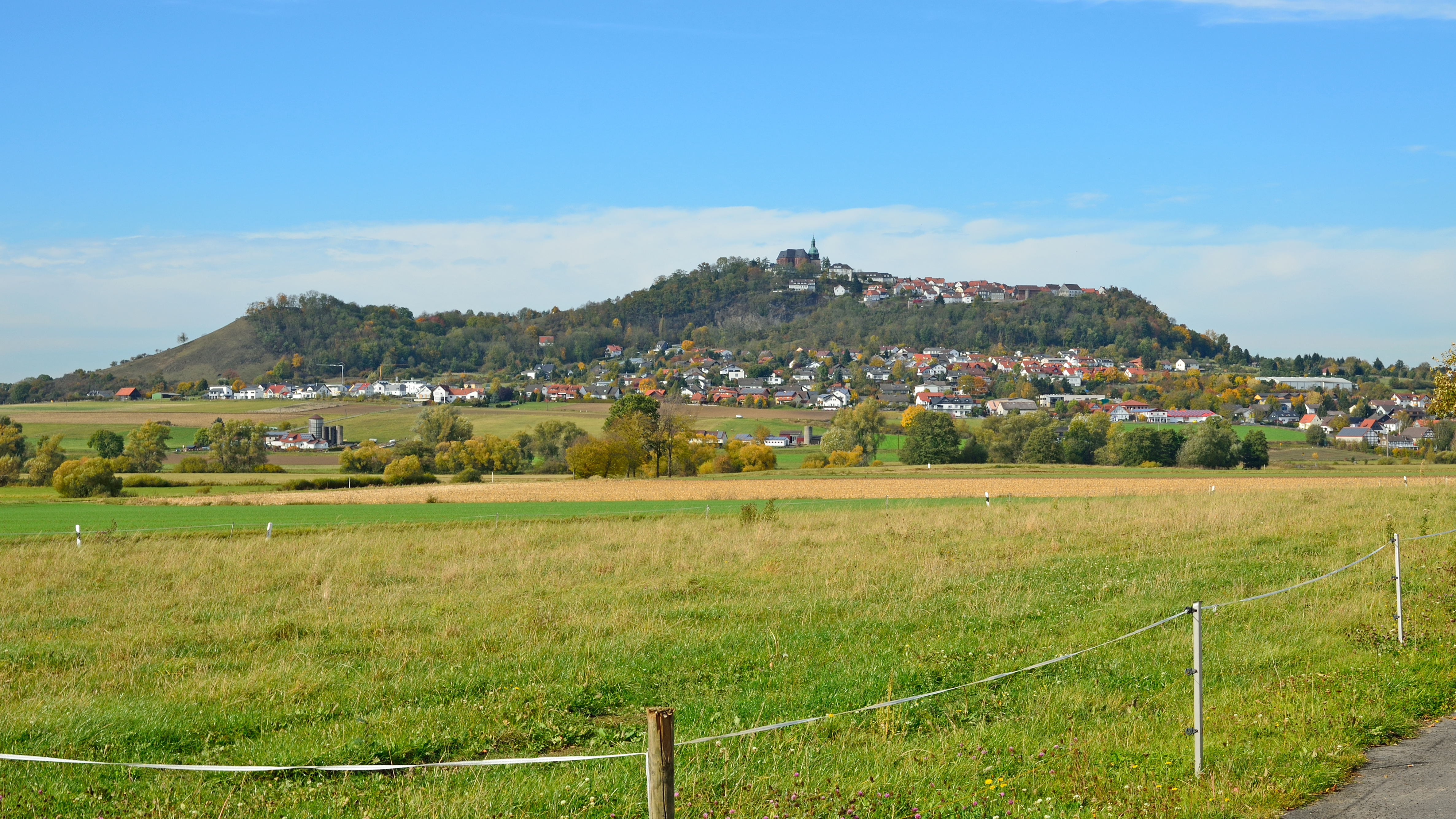
Blick auf Amöneburg von Südosten: Links der flachere Hügel mit der Wenigenburg, Mitte die Spitze mit der Burgruine, rechts auf dem Berg die Stadt selbst.

Die Höhenburg liegt auf dem 365 m ü. NN. hohen gleichnamigen Berg, einer Basaltkuppe, die vor etwa acht Millionen Jahren entstand und zu einer Reihe kleinerer vulkanischer Schlote gehört, die vermutlich Ausläufer des Vogelsbergs sind. Der Berg überragt das Amöneburger Becken um etwa 150 Meter.
Wie bei den meisten Vulkanen dieser Art wurde nur untergeordnet Basaltlava gefördert. Häufig begann die vulkanische Tätigkeit mit Gasexplosionen und Erzeugung pyroklastischen Materials. Erst nach diesem Ausstoß floss die Basaltlava aus. An der steilen Ostwand des Berges befinden sich meterlange Basaltsäulen.
Unterhalb der Burg fließt die Ohm, die vom Rulfbach gespeist wird. Im Anschluss durchquert die Ohm das Amöneburger Becken.

## Geschichte
Der Basaltkegel der Amöneburg weist schon Siedlungsspuren aus dem Neolithikum (ca. 5.500 – 2.200 v. Chr.) auf. 
Funde belegen weitestgehend die Annahme eines befestigten spätkeltischen Oppidums auf dem Amöneberg und es wird damit zu den am nördlichsten liegenden Oppida gezählt. Das Gelände ist heute fast vollständig überbaut mit der Stadt Amöneburg und den Ruinen der Burg Amöneburg, und hatte, vermutlich auch noch den Sporn mit der heutigen mittelalterlichen Ruine der Wenigenburg im Süden einschließend, etwa eine Fläche von 12 ha eingenommen. Belege sind eine Goldmünze, Silbermünzen vom Typ Forrer 352 und Forrer 350 sowie eine Potinmünze. Die Funde sind im Museum Amöneburg ausgestellt, deren Abteilung zur Eisenzeit 2022 neu konzipiert wurde. Mehrere Ausgrabungen im 20. Jahrhundert am Südsattel und Südhang fanden Hausgrundrisse mit verkohlten Bodendielen an der Hangseite, Pfostenlöcher sowie spätlatènezeitliche Keramik und Kleinfunde (Fibeln usw.). Bei großflächigen Untersuchungen im Rahmen eines DFG-Projektes des Vor- und Frühgeschichtlichen Seminars der Uni Marburg (Otto-Hermann Frey, Hans-Joachim Weißhaar) in Zusammenarbeit mit dem Hessischen Landesamt für Denkmalpflege (Außenstelle Marburg) von 1982 bis 1985 wurden 20 Häusergrundrisse auf Wohnpodien, Keramik-Scherbennester gefunden und der Nachweis der Brandzerstörung geführt.
Erst knapp 700 Jahre später zur Zeit der Merowinger stand auf dem Berg eine neue kleinere befestigte Anlage. Als Bonifatius 721 mit der Missionierung der heidnisch-christlichen Bevölkerung in und um die Amöneburg begann, nutzte er die fränkische Festung Amöneburg als Domizil. Sichtbarer Ausdruck seiner Missionsarbeit war die Errichtung eines kleinen Klosters und einer Kirche innerhalb der Burganlage. Die Kirche war, wie viele frühe Taufkirchen, dem Erzengel Michael geweiht.
In der karolingischen Epoche entstand eine ausgedehnte Höhenburg auf dem Berg. Die Lage war durch die Nähe zu wichtigen Fernstraßen begünstigt (Lange Hessen, Weinstraße). Ab dem 9. Jahrhundert verlor die Burg an Bedeutung.

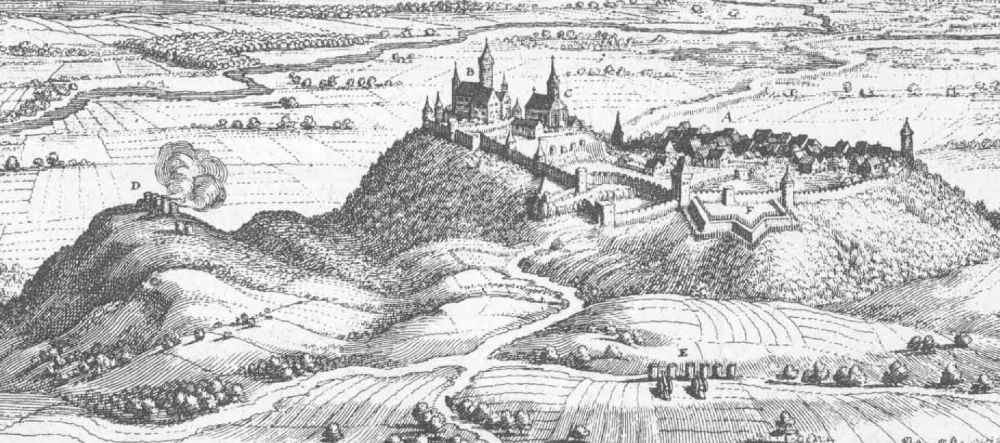
Stadt und Burg Amöneburg – Auszug aus der Topographia Hassiae von Matthäus Merian dem Jüngeren 1655

Im Jahr 1145 erbauten das Erzbistum Mainz und sein neu ernannter Burggraf Poppo von Reichenbach und Hollende auf der Bergspitze eine neue Burg. 1165 wurde diese durch Landgraf Ludwig von Thüringen im Auftrag von Kaiser Friedrich I. zerstört, jedoch erfolgte umgehend der Wiederaufbau. Ursache der Zerstörung war die Unterstützung des Mainzer Erzbischofs von Papst Alexander III.
Über eine Verpfändung an Kuno von Münzenberg wird 1183 berichtet. 1222 war die Burg wieder mit Mainzer Burgmannen besetzt und ab 1273 war die Amöneburg Sitz des Mainzer Landvogts und damit Verwaltungsmittelpunkt der oberhessischen Besitzungen des Erzbistums.
Im Dreißigjährigen Krieg wurde die Amöneburg mehrmals besetzt. 1621 eroberte General Christian von Braunschweig-Wolfenbüttel die Burg. Am 6. November 1640 wurde sie von kaiserlichen Truppen zurückerobert. Am 19. Juni 1646 kam es zu einer erneuten Eroberung und anschließenden Zerstörung der Burg durch hessische und schwedische Truppen unter General Carl Gustav Wrangel. Zwischen 1650 und 1675 wurde die Burg teilweise erneuert.
Im Siebenjährigen Krieg 1762 wurde sie ein weiteres Mal zerstört. 1797 wurde der Burgberg im Ersten Koalitionskrieg besetzt. 1839 wurden die Gebäude der Burg wegen Baufälligkeit endgültig abgerissen. Heute sind nur noch die Reste von Wohnbauten und Teile der Ringmauer mit Flankentürmen zu sehen.

## Anlage

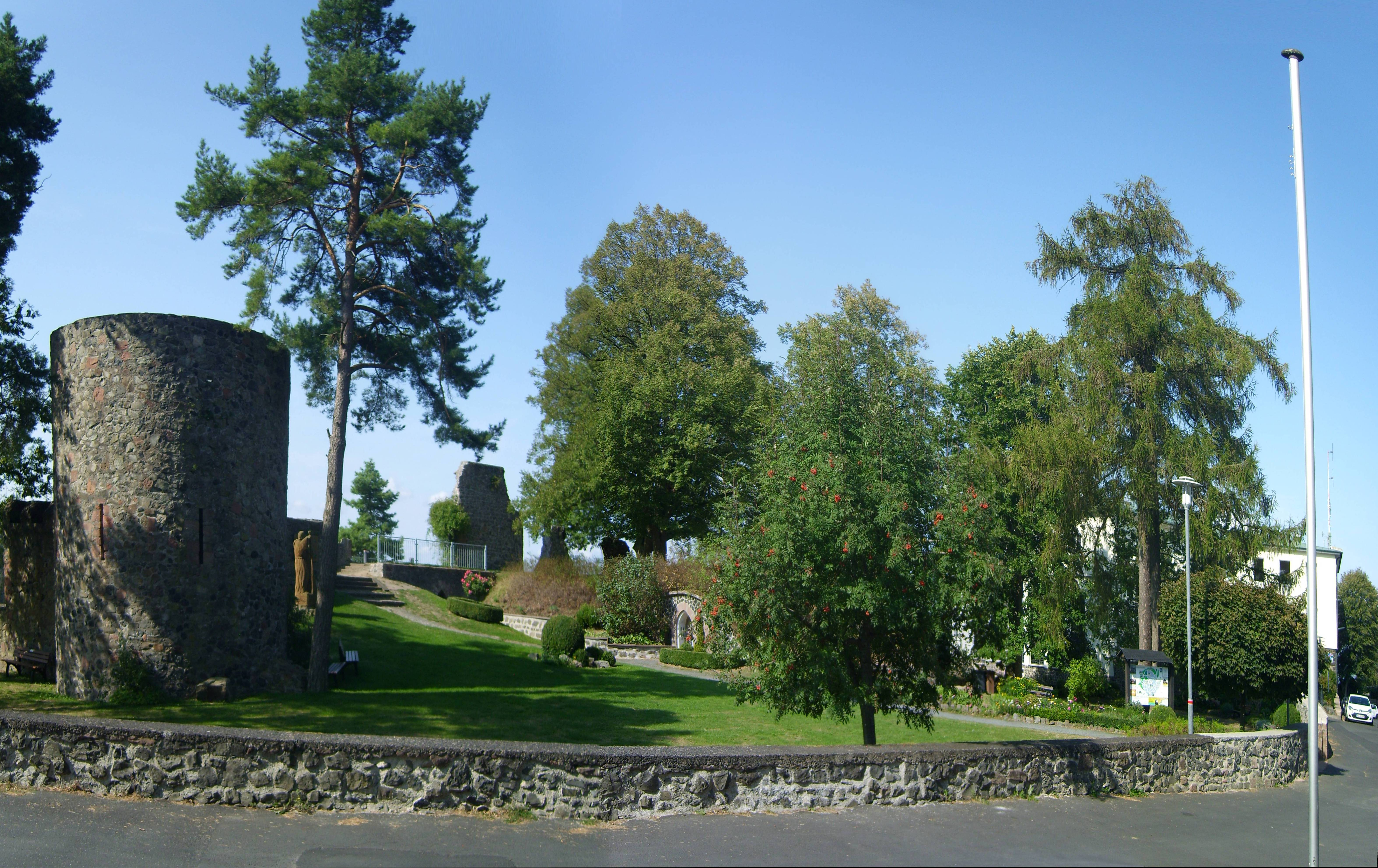
Innenhof der Burgruine, rechts das Rabanus-Haus der Stiftsschule St. Johann

Von der Burg sind Reste des Bergfrieds, mehrere Keller, Außenwände von Gebäuden und der weitläufige Zwinger mit den Außentürmen erhalten. Die Türme des Zwingers weisen Schießscharten für Feuerwaffen auf. Ursprünglich verfügte die Burg über eine Dreiflügelanlage aus Langbau, Stallbau und Küchenbau, die von einer Ringmauer umgeben war. Die Burg stand in Verbindung mit der Stadtbefestigung der Stadt Amöneburg und wurde aus regional anstehendem Basalt erbaut. Fenster- und Türrahmen sind in Sandstein ausgeführt.
Die frei zugängliche Burgruine dient jeden Sommer als Kulisse für das OpenEyes-Filmfest.